# Gottfried van Swieten
Baron Gottfried van Swieten, född 29 oktober 1733 i Leiden, död 29 mars 1803 i Wien, var en aristokrat i den habsburgska monarkin under 1700-talet. Han är främst ihågkommen för sitt kamratskap med flera stora kompositörer, bland annat Joseph Haydn, Wolfgang Amadeus Mozart och Ludwig van Beethoven.